# トーアン族
トーアン族またはドアン族（トーアンぞく、ドアンぞく、中国語: 徳昂族 Dé'áng zú、ミャンマー語: ပလောင် လူမျိုး, ラテン文字転写: palaung  luumyoe）は、ミャンマーのシャン州から中華人民共和国の雲南省にかけて住む民族。ミャンマーではビルマ語名の「パラウン族」と呼ばれる。中国では「パラウン」の音訳で「崩龍族」（beng long zu）と呼称していたが、1985年に「徳昂族」と改称された。
アウストロアジア語族のモン・クメール語派に属する言語を話す。人口はミャンマーに約30万人、中国に1.8万人（2000年現在）。

## 中国の自治地方

### 民族郷
- 芒市
  - 三台山トーアン族郷
- 鎮康県
  - 軍賽ワ族ラフ族リス族トーアン族郷